# 德國國防軍陸軍第521步兵師
德國國防軍陸軍第521步兵師（德語：521. Infanterie-Division）是納粹德國國防軍陸軍的一個步兵師。該師於1939年11月組建。
該師組建後，在德國國內駐紮防守。
該師最後於1940年3月解散，第521步兵師番號直到1945年德國投降再也沒有重新使用。

## 註腳
1. ↑  Mitcham（2007年）